# فیصل معوضه
فیصل معوضه (انگلیسی: Faisel Maoudhah؛ زادهٔ ۱۰ نوامبر ۱۹۹۰) یک ورزشکار است.
از باشگاه‌هایی که در آن بازی کرده‌است می‌توان به باشگاه فوتبال الاهلی عربستان سعودی، باشگاه فوتبال الاتفاق عربستان سعودی، و باشگاه فوتبال نجران عربستان سعودی اشاره کرد.